# Kavakpınar (Pendik)
Kavakpınar est un quartier du district de Pendik de la métropole d'Istanbul.